# Садовский сельский совет (Белозёрский район)
Садовский сельский совет (укр. Садівська сільська рада) — входит в состав Белозёрского района Херсонской области Украины.
Административный центр сельского совета находится в селе Садовое
.

## История
- 1920 — дата образования.

## Населённые пункты совета
- с. Садовое
- пос. Приднепровское